# Jealousy (chanson des Pet Shop Boys)
Singles de Pet Shop Boys
Where the Streets Have No Name (I Can't Take My Eyes Off You)
/ How Can You Expect to Be Taken Seriously?
(1991) DJ Culture
(1991)
Jealousy est une chanson du duo britannique Pet Shop Boys extraite de leur quatrième album studio, Behaviour, paru le 22 octobre 1990.
Le 27 mai 1990, trois semaines après la sortie de l'album, la chanson a été publiée en single. C'était le dernier single tiré de cet album.
Le single a atteint la 12e place au Royaume-Uni.